# A Night At The Opera (àlbum de Queen)
A Night At The Opera (en català, "Una nit a l'òpera") és el quart àlbum d'estudi del grup britànic de rock Queen publicat el 1975. És famós per tenir els grans èxits Bohemian Rhapsody, Love of my life, Death on two legs i You're my Best Friend. L'àlbum agafa el nom de la pel·lícula dels Germans Marx Una nit a l'òpera, que la banda va veure una nit a l'estudi on gravaven.
Aquest àlbum va ser remesclat per a una versió 5.1 que va sortir al mercat en format DVD l'any 2002. L'àudio es va extreure del 24-pistes original i es va digitalitzar a 24-bit/96 kHz. Aquesta remescla va ser duta a terme per Brian May, un dels membres històrics de Queen, i l'enginyer i productor musical Elliot Scheiner.

## Temes
1. Death on Two Legs (Mercury) - 3:43 *
2. Lazing on a Sunday Afternoon (Mercury) - 1:07
3. I'm In Love With My Car (Taylor) - 3:05 *
4. You're My Best Friend (Deacon) - 2:52 *
5. '39 - (May) 3:31 *
6. Sweet Lady (May) 4:03
7. Seaside Rendezvous (Mercury) - 2:15
8. The Prophet's Song (May) - 8:21
9. Love of My Life (Mercury) - 3:39
10. Good Company (May) - 3:23
11. Bohemian Rhapsody (Mercury) - 6:00 *
12. God Save the Queen (Arr. May) - 1:18

## Abans i després del disc
Després de llançar dos dels seus millors discos (Queen i Queen II) treuen la seva obra mestra, A Night at the Opera al novembre del 75. Un abans i un després de Queen. Abans de A Night at the Opera, les crítiques a Queen es basaven en acusacions de plagis amb acords de Led Zeppelin i altres Artistes.
Amb aquest disc, Queen va demostrar que el seu talent és únic, el seu so és tan propi que avui en dia ningú ha estat capaç d'imitar, inspirar-se o plagiar. En la seva època, el disc va trencar un rècord com el disc amb producció més costosa. Brian May anys més tard va admetre que si aquest no tenia èxit, es retirarien permanentment de la música. No tenia idea que no només el disc anava a destrossar-ho tot, sinó que a més, hi hauria Queen per molts anys més.
A Night at the Opera significar un abans i un després molt important per la banda, va ser el que els va portar a la fama de la nit al dia, de ser només coneguts a ser estrelles del Rock conegudes i adorades internacionalment.